# Asceua jianfeng
Asceua jianfeng là một loài nhện trong họ Zodariidae.
Loài này thuộc chi Asceua. Asceua jianfeng được Da-xiang Song & Joo-Pil Kim miêu tả năm 1997.